# Dejan Savićević
Dejan Savićević (in cirillico: Дејан Савићевић?; Titograd, 15 settembre 1966) è un dirigente sportivo, allenatore di calcio ed ex calciatore jugoslavo, dal 2003 montenegrino, di ruolo centrocampista o attaccante, presidente della federazione calcistica del Montenegro.
Ritenuto da molti il miglior giocatore montenegrino di sempre, rappresentò la Jugoslavia a livello internazionale e, dopo il ritiro dall'attività agonistica, fu allenatore della stessa selezione.

## Caratteristiche tecniche

### Giocatore
Interno, trequartista, regista e mezzapunta, oltre che occasionalmente attaccante vero e proprio, è stato impiegato anche nel ruolo di esterno di centrocampo. Fantasista agile, veloce e talentuoso, mancino di piede e abile nel fornire assist per i compagni, era specializzato in grandi giocate e dribbling; molto dotato anche sul piano atletico, per la sua notevole imprevedibilità e fantasia fu ribattezzato Il Genio. Giocatore dal carattere controverso, discontinuo nel rendimento e poco disciplinato tatticamente, in carriera gli è stata contestata anche una scarsa attitudine alla fase difensiva.

## Carriera

### Giocatore

#### Club

##### Dalle giovanili alla Stella Rossa

Savićević (accosciato, secondo da destra) nella Stella Rossa campione d'Europa nella stagione 1990-1991.

Messosi in luce nel Budućnost Titograd dal 1982 al 1988, a 22 anni è ingaggiato dalla Stella Rossa. Nella partita valida per il ritorno degli ottavi di finale della Coppa dei Campioni 1988-1989, disputata il 9 novembre 1988 a Belgrado fra i padroni di casa e il Milan, e sospesa per nebbia al 57' sul risultato di 1-0 per la Zvezda, è proprio Savićević a segnare il momentaneo gol del vantaggio contro la sua futura squadra. Con la Stella Rossa, Savićević vince una coppa e tre campionati jugoslavi.
Elemento chiave della squadra che si aggiudica la Coppa dei Campioni 1990-1991, nell'estate seguente Savićević giunge secondo nella classifica del Pallone d'oro dietro a Jean-Pierre Papin. Nel dicembre 1991, sempre con la formazione belgradese, vince anche la Coppa Intercontinentale.

##### Milan
L'anno successivo approda al Milan di Fabio Capello per 10 miliardi di lire. Nella squadra rossonera militerà per sei stagioni, dal 1992 al 1998, vincendo tre scudetti, tre Supercoppe italiane, una Supercoppa UEFA e una UEFA Champions League.
Esordisce coi colori rossoneri il 26 agosto 1992, nella sfida di Coppa Italia vinta per 4-0 in casa contro la Ternana, e in cui trova anche i suoi primi due gol con la nuova maglia. A causa della regola che imponeva non più di tre stranieri in campo contemporaneamente in una stessa squadra, nella prima stagione in Italia il montenegrino trova complessivamente uno scarso minutaggio, anche per via dell'agguerrita concorrenza in un Milan ricco di stelle. Nel corso di quel vittorioso campionato, sempre a San Siro, dapprima risolve su calcio di rigore la partita interna contro il Genoa – gara che a posteriori segna un cambio di passo nella sua esperienza milanista, dopo lo scialbo semestre iniziale –, poi sblocca il risultato nella goleada al Pescara e infine realizza una doppietta decisiva nel successo sulla Fiorentina. Non è incluso da Capello nella squadra che perde la finale di UEFA Champions League a Monaco di Baviera contro l'Olympique Marsiglia.

Da sinistra: Desailly, Eranio, Baresi e Savićević a Milanello in vista della stagione 1995-1996

A centro di numerose voci di mercato, nell'estate seguente il calciatore decide di rimanere al Milan. Le partenze di Frank Rijkaard e Ruud Gullit, unite alla lungodegenza di Marco van Basten, rendono il 1993-1994 la stagione della svolta per il montenegrino, che si ritaglia uno spazio via via sempre maggiore nelle dinamiche rossonere. Malgrado inizialmente Capello gli preferisca Roberto Donadoni nella formazione titolare, Savićević, insieme a Zvonimir Boban e al neoacquisto Marcel Desailly, emergerà infatti tra le figure chiave di una stagione rimasta nella storia del club, impreziosita dalle vittorie della Supercoppa italiana, del terzo scudetto consecutivo e, soprattutto, della UEFA Champions League, nella seconda finale consecutiva disputata dai lombardi. Nonostante quella del fantasista non sia una stagione molto prolifica sottorete, è molto positiva in termini di prestazioni e contributo alla causa rossonera. Già nella fase a gironi della competizione europea, realizza due importanti gol contro il Werder Brema; infine il 18 maggio 1994, nella finale di Atene che vede il Milan battere in goleada il Barcellona (4-0), Savićević dapprima serve l'assist a Daniele Massaro per il gol che sblocca il punteggio, ed è poi autore del momentaneo 3-0 con un pregevole pallonetto a beffare Andoni Zubizarreta.

Savićević nella morsa degli interisti Cauet (a sinistra) e Bergomi (a destra), nella stracittadina dell'8 gennaio 1998 vinta in goleada (5-0).

Gioca da protagonista a Milano anche nel successivo biennio, peraltro in termini numerici il più positivo sul piano personale: con la squadra lombarda, nella stagione 1994-1995 è per la terza volta finalista di UEFA Champions League, ma uno stiramento alla coscia sinistra gli impedisce di scendere in campo nella sconfitta di Vienna contro l'Ajax. Nel campionato 1995-1996 si fregia della vittoria del quindicesimo scudetto rossonero, successo che di fatto chiude il ciclo di Capello sulla panchina milanista.
Nella tribolata annata 1996-1997, Savićević finisce invischiato nella crisi sportiva che colpisce la squadra rossonera; il montenegrino si segnala per il gol realizzato nella sfida agostana di Supercoppa italiana, persa a San Siro contro la Fiorentina (1-2). Nonostante il ritorno di Capello nell'estate 1997, il Milan vive un'altra stagione deludente, non mitigata dal raggiungimento della finale di Coppa Italia: in tale competizione Savićević segna l'ultimo gol in maglia rossonera l'8 gennaio 1998, nel derby di andata contro l'Inter valido per l'andata dei quarti di finale, che si chiude con lo storico punteggio di 5-0 per il Milan.
Chiude l'esperienza milanese con un bilancio totale di 144 presenze e 34 gol.

##### Ritorno in patria e Austria
Dopo essere stato inattivo dal giugno 1998 al gennaio 1999, torna per cinque mesi alla Stella Rossa, club dove aveva iniziato la carriera. Con la squadra di Belgrado gioca tre partite, prima di disputare ulteriori due stagioni nel Rapid Vienna, l'ultima squadra prima del ritiro, avvenuto nel 2001.

#### Nazionale
Fu titolare della nazionale jugoslava. Prima giocatore, poi commissario tecnico della Serbia e Montenegro, fu esonerato il 20 giugno 2003 e sostituito da Ilija Petković.

## Statistiche

### Presenze e reti nei club
| Stagione            | Squadra             | Campionato          | Campionato | Campionato | Coppe nazionali | Coppe nazionali | Coppe nazionali | Coppe continentali | Coppe continentali | Coppe continentali | Altre coppe | Altre coppe | Altre coppe | Totale | Totale | Totale |
| Stagione            | Squadra             | Comp                | Pres       | Reti       | Comp            | Pres            | Reti            | Comp               | Pres               | Reti               | Comp        | Pres        | Reti        | Pres   | Reti   |        |
| ------------------- | ------------------- | ------------------- | ---------- | ---------- | --------------- | --------------- | --------------- | ------------------ | ------------------ | ------------------ | ----------- | ----------- | ----------- | ------ | ------ | ------ |
| 1982-1983           | Budućnost           | PL                  | 2          | 0          | CMT             | -               | -               | -                  | -                  | -                  | -           | -           | -           | 2      | 0      |        |
| 1983-1984           | Budućnost           | PL                  | 7          | 1          | CMT             | -               | -               | -                  | -                  | -                  | -           | -           | -           | 7      | 1      |        |
| 1984-1985           | Budućnost           | PL                  | 29         | 6          | CMT             | -               | -               | -                  | -                  | -                  | -           | -           | -           | 29     | 6      |        |
| 1985-1986           | Budućnost           | PL                  | 32         | 10         | CMT             | -               | -               | -                  | -                  | -                  | -           | -           | -           | 32     | 10     |        |
| 1986-1987           | Budućnost           | PL                  | 31         | 9          | CMT             | -               | -               | -                  | -                  | -                  | -           | -           | -           | 31     | 9      |        |
| 1987-1988           | Budućnost           | PL                  | 29         | 10         | CMT             | -               | -               | -                  | -                  | -                  | -           | -           | -           | 29     | 10     |        |
| Totale Budućnost    | Totale Budućnost    | Totale Budućnost    | 130        | 36         |                 | -               | -               | -                  | -                  | -                  | -           | -           | -           | 130    | 36     |        |
| 1988-1989           | Stella Rossa        | PL                  | 0          | 0          | CMT             | 0               | 0               | CC                 | 3                  | 1                  | -           | -           | -           | 3      | 1      |        |
| 1989-1990           | Stella Rossa        | PL                  | 25         | 10         | CMT             | 7               | 4               | CU                 | 6                  | 3                  | -           | -           | -           | 38     | 17     |        |
| 1990-1991           | Stella Rossa        | PL                  | 25         | 8          | CMT             | 7               | 3               | CC                 | 7                  | 3                  | -           | -           | -           | 39     | 14     |        |
| 1991-1992           | Stella Rossa        | PL                  | 22         | 5          | CJ              | 7               | 2               | CC                 | 4                  | 2                  | SU+CInt     | 1+1         | 0           | 35     | 9      |        |
| 1992-1993           | Milan               | A                   | 10         | 4          | CI              | 4               | 3               | UCL                | 3                  | 0                  | SI          | 0           | 0           | 17     | 7      |        |
| 1993-1994           | Milan               | A                   | 20         | 0          | CI              | 3               | 1               | UCL                | 7                  | 3                  | SI+SU+CInt  | 1+1+0       | 0           | 32     | 4      |        |
| 1994-1995           | Milan               | A                   | 19         | 9          | CI              | 1               | 0               | UCL                | 6                  | 2                  | SI+SU+CInt  | 0+2+1       | 0           | 29     | 11     |        |
| 1995-1996           | Milan               | A                   | 23         | 6          | CI              | 3               | 2               | CU                 | 3                  | 1                  | -           | -           | -           | 29     | 9      |        |
| 1996-1997           | Milan               | A                   | 17         | 1          | CI              | 2               | 0               | UCL                | 2                  | 0                  | SI          | 1           | 1           | 22     | 2      |        |
| 1997-1998           | Milan               | A                   | 8          | 0          | CI              | 7               | 1               | -                  | -                  | -                  | -           | -           | -           | 15     | 1      |        |
| Totale Milan        | Totale Milan        | Totale Milan        | 97         | 20         |                 | 20              | 7               |                    | 21                 | 6                  |             | 6           | 1           | 144    | 34     |        |
| gen.-giu. 1999      | Stella Rossa        | PL                  | 3          | 0          | CJ              | 0               | 0               | CU                 | 0                  | 0                  | -           | -           | -           | 3      | 0      |        |
| Totale Stella Rossa | Totale Stella Rossa | Totale Stella Rossa | 75         | 23         |                 | 21              | 9               |                    | 20                 | 9                  |             | 2           | 0           | 118    | 41     |        |
| 1999-2000           | Rapid Vienna        | FB                  | 22         | 11         | CA              | 0               | 0               | UCL+CU             | 2+2                | 1                  | -           | -           | -           | 26     | 12     |        |
| 2000-2001           | Rapid Vienna        | FB                  | 22         | 7          | CA              | 3               | 0               | CU                 | 3                  | 1                  | -           | -           | -           | 28     | 8      |        |
| Totale Rapid Vienna | Totale Rapid Vienna | Totale Rapid Vienna | 44         | 18         |                 | 3               | 0               |                    | 7                  | 2                  |             | -           | -           | 54     | 20     |        |
| Totale carriera     | Totale carriera     | Totale carriera     | 346        | 97         |                 | 44              | 16              |                    | 48                 | 17                 |             | 8           | 1           | 446    | 131    |        |

### Cronologia presenze e reti in nazionale

#### RSF Jugoslavia
| Cronologia completa delle presenze e delle reti in nazionale ― Jugoslavia | Cronologia completa delle presenze e delle reti in nazionale ― Jugoslavia | Cronologia completa delle presenze e delle reti in nazionale ― Jugoslavia | Cronologia completa delle presenze e delle reti in nazionale ― Jugoslavia | Cronologia completa delle presenze e delle reti in nazionale ― Jugoslavia | Cronologia completa delle presenze e delle reti in nazionale ― Jugoslavia | Cronologia completa delle presenze e delle reti in nazionale ― Jugoslavia | Cronologia completa delle presenze e delle reti in nazionale ― Jugoslavia |
| Data                                                                      | Città                                                                     | In casa                                                                   | Risultato                                                                 | Ospiti                                                                    | Competizione                                                              | Reti                                                                      | Note                                                                      |
| ------------------------------------------------------------------------- | ------------------------------------------------------------------------- | ------------------------------------------------------------------------- | ------------------------------------------------------------------------- | ------------------------------------------------------------------------- | ------------------------------------------------------------------------- | ------------------------------------------------------------------------- | ------------------------------------------------------------------------- |
| 29-10-1986                                                                | Spalato                                                                   | Jugoslavia                                                                | 4 – 0                                                                     | Turchia                                                                   | Amichevole                                                                | 1                                                                         | 55’                                                                       |
| 14-10-1987                                                                | Belgrado                                                                  | Jugoslavia                                                                | 3 – 0                                                                     | Irlanda del Nord                                                          | Qual. Euro 1988                                                           | -                                                                         | 76’                                                                       |
| 16-12-1987                                                                | Smirne                                                                    | Turchia                                                                   | 2 – 3                                                                     | Jugoslavia                                                                | Qual. Euro 1988                                                           | -                                                                         |                                                                           |
| 23-3-1988                                                                 | Swansea                                                                   | Galles                                                                    | 1 – 2                                                                     | Jugoslavia                                                                | Amichevole                                                                | -                                                                         |                                                                           |
| 31-3-1988                                                                 | Spalato                                                                   | Jugoslavia                                                                | 1 – 1                                                                     | Italia                                                                    | Amichevole                                                                | -                                                                         |                                                                           |
| 19-11-1988                                                                | Belgrado                                                                  | Jugoslavia                                                                | 3 – 2                                                                     | Francia                                                                   | Qual. Mondiali 1990                                                       | -                                                                         | 69’                                                                       |
| 11-12-1988                                                                | Belgrado                                                                  | Jugoslavia                                                                | 4 – 0                                                                     | Cipro                                                                     | Qual. Mondiali 1990                                                       | 3                                                                         |                                                                           |
| 27-5-1989                                                                 | Bruxelles                                                                 | Belgio                                                                    | 1 – 0                                                                     | Jugoslavia                                                                | Amichevole                                                                | -                                                                         | 46’                                                                       |
| 23-8-1989                                                                 | Kuopio                                                                    | Finlandia                                                                 | 2 – 2                                                                     | Jugoslavia                                                                | Amichevole                                                                | 1                                                                         |                                                                           |
| 6-9-1989                                                                  | Belgrado                                                                  | Jugoslavia                                                                | 3 – 1                                                                     | Scozia                                                                    | Qual. Mondiali 1990                                                       | -                                                                         | 74’                                                                       |
| 28-10-1989                                                                | Amarousio                                                                 | Cipro                                                                     | 1 – 2                                                                     | Jugoslavia                                                                | Amichevole                                                                | -                                                                         |                                                                           |
| 14-11-1989                                                                | João Pessoa                                                               | Brasile                                                                   | 0 – 0                                                                     | Jugoslavia                                                                | Amichevole                                                                | -                                                                         |                                                                           |
| 3-6-1990                                                                  | Zagabria                                                                  | Jugoslavia                                                                | 0 – 2                                                                     | Paesi Bassi                                                               | Amichevole                                                                | -                                                                         |                                                                           |
| 10-6-1990                                                                 | Milano                                                                    | Germania Ovest                                                            | 4 – 1                                                                     | Jugoslavia                                                                | Mondiali 1990 - 1º turno                                                  | -                                                                         | 56’                                                                       |
| 26-6-1990                                                                 | Verona                                                                    | Spagna                                                                    | 1 – 2 dts                                                                 | Jugoslavia                                                                | Mondiali 1990 - Ottavi di finale                                          | -                                                                         | 55’                                                                       |
| 30-6-1990                                                                 | Firenze                                                                   | Argentina                                                                 | 0 – 0 dts (3 – 2 dtr)                                                     | Jugoslavia                                                                | Mondiali 1990 - Quarti di finale                                          | -                                                                         | 62’                                                                       |
| 12-9-1990                                                                 | Belfast                                                                   | Irlanda del Nord                                                          | 0 – 2                                                                     | Jugoslavia                                                                | Qual. Euro 1992                                                           | -                                                                         |                                                                           |
| 27-2-1991                                                                 | Smirne                                                                    | Turchia                                                                   | 1 – 1                                                                     | Jugoslavia                                                                | Amichevole                                                                | 1                                                                         |                                                                           |
| 27-3-1991                                                                 | Belgrado                                                                  | Jugoslavia                                                                | 4 – 1                                                                     | Irlanda del Nord                                                          | Qual. Euro 1992                                                           | -                                                                         |                                                                           |
| 1-5-1991                                                                  | Belgrado                                                                  | Jugoslavia                                                                | 1 – 2                                                                     | Danimarca                                                                 | Qual. Euro 1992                                                           | -                                                                         |                                                                           |
| 16-5-1991                                                                 | Belgrado                                                                  | Jugoslavia                                                                | 7 – 0                                                                     | Fær Øer                                                                   | Qual. Euro 1992                                                           | -                                                                         |                                                                           |
| 8-8-1991                                                                  | Aosta                                                                     | Cecoslovacchia                                                            | 0 – 0                                                                     | Jugoslavia                                                                | Amichevole                                                                | -                                                                         |                                                                           |
| 4-9-1991                                                                  | Solna                                                                     | Svezia                                                                    | 4 – 3                                                                     | Jugoslavia                                                                | Amichevole                                                                | 2                                                                         |                                                                           |
| 16-10-1991                                                                | Landskrona                                                                | Fær Øer                                                                   | 0 – 2                                                                     | Jugoslavia                                                                | Qual. Euro 1992                                                           | 1                                                                         |                                                                           |
| 30-10-1991                                                                | Varginha                                                                  | Brasile                                                                   | 3 – 1                                                                     | Jugoslavia                                                                | Amichevole                                                                | -                                                                         | cap.                                                                      |
| 13-11-1991                                                                | Vienna                                                                    | Austria                                                                   | 0 – 2                                                                     | Jugoslavia                                                                | Qual. Euro 1992                                                           | 1                                                                         |                                                                           |
| 25-3-1992                                                                 | Amsterdam                                                                 | Paesi Bassi                                                               | 2 – 0                                                                     | Jugoslavia                                                                | Amichevole                                                                | -                                                                         | 17’                                                                       |
| Totale                                                                    |                                                                           | Presenze                                                                  | 27                                                                        |                                                                           | Reti                                                                      | 10                                                                        |                                                                           |

#### RF Jugoslavia
| Cronologia completa delle presenze e delle reti in nazionale ― Jugoslavia | Cronologia completa delle presenze e delle reti in nazionale ― Jugoslavia | Cronologia completa delle presenze e delle reti in nazionale ― Jugoslavia | Cronologia completa delle presenze e delle reti in nazionale ― Jugoslavia | Cronologia completa delle presenze e delle reti in nazionale ― Jugoslavia | Cronologia completa delle presenze e delle reti in nazionale ― Jugoslavia | Cronologia completa delle presenze e delle reti in nazionale ― Jugoslavia | Cronologia completa delle presenze e delle reti in nazionale ― Jugoslavia |
| Data                                                                      | Città                                                                     | In casa                                                                   | Risultato                                                                 | Ospiti                                                                    | Competizione                                                              | Reti                                                                      | Note                                                                      |
| ------------------------------------------------------------------------- | ------------------------------------------------------------------------- | ------------------------------------------------------------------------- | ------------------------------------------------------------------------- | ------------------------------------------------------------------------- | ------------------------------------------------------------------------- | ------------------------------------------------------------------------- | ------------------------------------------------------------------------- |
| 23-12-1994                                                                | Porto Alegre                                                              | Brasile                                                                   | 2 – 0                                                                     | Jugoslavia                                                                | Amichevole                                                                | -                                                                         |                                                                           |
| 27-12-1994                                                                | Buenos Aires                                                              | Argentina                                                                 | 1 – 0                                                                     | Jugoslavia                                                                | Amichevole                                                                | -                                                                         |                                                                           |
| 20-9-1995                                                                 | Salonicco                                                                 | Grecia                                                                    | 0 – 2                                                                     | Jugoslavia                                                                | Amichevole                                                                | -                                                                         | cap. 64’                                                                  |
| 12-11-1995                                                                | San Salvador                                                              | El Salvador                                                               | 1 – 4                                                                     | Jugoslavia                                                                | Amichevole                                                                | 2                                                                         | cap. 64’                                                                  |
| 15-11-1995                                                                | Monterrey                                                                 | Messico                                                                   | 1 – 4                                                                     | Jugoslavia                                                                | Amichevole                                                                | -                                                                         | cap. 77’                                                                  |
| 24-4-1996                                                                 | Belgrado                                                                  | Jugoslavia                                                                | 3 – 1                                                                     | Fær Øer                                                                   | Qual. Mondiali 1998                                                       | 2                                                                         |                                                                           |
| 23-5-1996                                                                 | Shizuoka                                                                  | Messico                                                                   | 0 – 0                                                                     | Jugoslavia                                                                | Kirin Cup 1996                                                            | -                                                                         |                                                                           |
| 26-5-1996                                                                 | Tokyo                                                                     | Giappone                                                                  | 1 – 0                                                                     | Jugoslavia                                                                | Kirin Cup 1996                                                            | -                                                                         |                                                                           |
| 2-6-1996                                                                  | Belgrado                                                                  | Jugoslavia                                                                | 6 – 0                                                                     | Malta                                                                     | Qual. Mondiali 1998                                                       | 2                                                                         |                                                                           |
| 6-10-1996                                                                 | Toftir                                                                    | Fær Øer                                                                   | 1 – 8                                                                     | Jugoslavia                                                                | Qual. Mondiali 1998                                                       | -                                                                         | 79’                                                                       |
| 14-12-1996                                                                | Valencia                                                                  | Spagna                                                                    | 2 – 0                                                                     | Jugoslavia                                                                | Qual. Mondiali 1998                                                       | -                                                                         |                                                                           |
| 7-2-1997                                                                  | Hong Kong                                                                 | Russia                                                                    | 1 – 1 dts (6 – 5 dtr)                                                     | Jugoslavia                                                                | Lunar New Year Cup 1997 - Semifinale                                      | -                                                                         | cap.                                                                      |
| 10-2-1997                                                                 | Hong Kong                                                                 | Hong Kong League XI                                                       | 1 – 3                                                                     | Jugoslavia                                                                | Lunar New Year Cup 1997 - Finale 3º posto                                 | -                                                                         | cap. 46’                                                                  |
| 12-3-1997                                                                 | Belgrado                                                                  | Jugoslavia                                                                | 0 – 0                                                                     | Russia                                                                    | Amichevole                                                                | -                                                                         | cap. 72’                                                                  |
| 2-4-1997                                                                  | Praga                                                                     | Rep. Ceca                                                                 | 1 – 2                                                                     | Jugoslavia                                                                | Qual. Mondiali 1998                                                       | -                                                                         | 40’ 82’                                                                   |
| 30-4-1997                                                                 | Belgrado                                                                  | Jugoslavia                                                                | 1 – 1                                                                     | Spagna                                                                    | Qual. Mondiali 1998                                                       | -                                                                         | 58’                                                                       |
| 8-6-1997                                                                  | Belgrado                                                                  | Jugoslavia                                                                | 2 – 0                                                                     | Slovacchia                                                                | Qual. Mondiali 1998                                                       | 1                                                                         | 88’                                                                       |
| 10-9-1997                                                                 | Bratislava                                                                | Slovacchia                                                                | 1 – 1                                                                     | Jugoslavia                                                                | Qual. Mondiali 1998                                                       | -                                                                         |                                                                           |
| 11-10-1997                                                                | Ta' Qali                                                                  | Malta                                                                     | 0 – 5                                                                     | Jugoslavia                                                                | Qual. Mondiali 1998                                                       | 1                                                                         | 46’                                                                       |
| 29-10-1997                                                                | Budapest                                                                  | Ungheria                                                                  | 1 – 7                                                                     | Jugoslavia                                                                | Qual. Mondiali 1998                                                       | 1                                                                         | 71’                                                                       |
| 15-11-1997                                                                | Belgrado                                                                  | Jugoslavia                                                                | 5 – 0                                                                     | Ungheria                                                                  | Qual. Mondiali 1998                                                       | -                                                                         |                                                                           |
| 22-4-1998                                                                 | Belgrado                                                                  | Jugoslavia                                                                | 3 – 1                                                                     | Corea del Sud                                                             | Amichevole                                                                | -                                                                         | 46’                                                                       |
| 25-6-1998                                                                 | Nantes                                                                    | Stati Uniti                                                               | 0 – 1                                                                     | Jugoslavia                                                                | Mondiali 1998 - 1º turno                                                  | -                                                                         | 62’                                                                       |
| 29-6-1998                                                                 | Tolosa                                                                    | Jugoslavia                                                                | 1 – 2                                                                     | Paesi Bassi                                                               | Mondiali 1998 - Ottavi di finale                                          | -                                                                         | 56’                                                                       |
| 23-12-1998                                                                | Ramat Gan                                                                 | Israele                                                                   | 2 – 0                                                                     | Jugoslavia                                                                | Amichevole                                                                | -                                                                         | cap. 53’                                                                  |
| 1-9-1999                                                                  | Dublino                                                                   | Irlanda                                                                   | 2 – 1                                                                     | Jugoslavia                                                                | Qual. Euro 2000                                                           | -                                                                         | cap. 56’                                                                  |
| 5-9-1999                                                                  | Belgrado                                                                  | Jugoslavia                                                                | 3 – 1                                                                     | Macedonia                                                                 | Qual. Euro 2000                                                           | 1                                                                         | 66’                                                                       |
| 8-9-1999                                                                  | Skopje                                                                    | Macedonia                                                                 | 2 – 4                                                                     | Jugoslavia                                                                | Qual. Euro 2000                                                           | -                                                                         | 46’                                                                       |
| 9-10-1999                                                                 | Zagabria                                                                  | Croazia                                                                   | 2 – 2                                                                     | Jugoslavia                                                                | Qual. Euro 2000                                                           | -                                                                         | 73’                                                                       |
| Totale                                                                    |                                                                           | Presenze                                                                  | 29                                                                        |                                                                           | Reti                                                                      | 10                                                                        |                                                                           |

## Palmarès

### Giocatore

#### Club

##### Competizioni nazionali
- Coppa di Jugoslavia: 1

Stella Rossa: 1989-1990
- Campionato jugoslavo: 3

Stella Rossa: 1989-1990, 1990-1991, 1991-1992
- Campionato italiano: 3

Milan: 1992-1993, 1993-1994, 1995-1996
- Supercoppa italiana: 3

Milan: 1992, 1993, 1994

##### Competizioni internazionali
- Coppa dei Campioni/UEFA Champions League: 2

Stella Rossa: 1990-1991
Milan: 1993-1994
- Coppa Intercontinentale: 1

Stella Rossa: 1991
- Supercoppa UEFA: 1

Milan: 1994

#### Individuale
- Calciatore jugoslavo dell'anno: 1

1995